# Югославия на летних Олимпийских играх 1980
Югославия принимала участие в Летних Олимпийских играх 1980 года в Москве (СССР) в четырнадцатый раз за свою историю, и завоевала 2 золотые, 3 серебряные и 4 бронзовые медали. Югославия не пропустила ни одной летней олимпиады с 1920 года. 

## Золото
- Баскетбол, мужчины.
- Бокс, мужчины — Слободан Качар.

## Серебро
- Гребля академическая, мужчины — Зоран Панчич и Милорад Станулов.
- Гандбол, женщины.
- Водное поло, мужчины.

## Бронза
- Баскетбол, женщины.
- Гребля академическая, мужчины — Златко Целент, Душко Мрдуляш и Йосип Реич.
- Дзюдо, мужчины — Радомир Ковачевич.
- Борьба, мужчины — Шабан Сейди